# Střední průmyslová škola elektrotechnická Havířov
Střední průmyslová škola elektrotechnická v Havířově je veřejná střední průmyslová škola sídlící v Havířově.

## Studijní obory
Poskytuje úplné středoškolské vzdělání zakončené maturitou ve studijních oborech:

### Řídící systémy 26-41-M/01
Tento obor je zaměřen na použití ŘS k řízení technologických procesů. Důraz je také kladen na elektrotechnická měření, výpočetní techniku, mikroprocesorovou techniku, elektroniku, silnoproudá zařízení a matematiku, které úzce s oborem souvisí.

### Informační technologie 18-20-M/01
Obor se hlavně soustředí na: hardware i software osobních počítačů, tvorbu webových aplikací a databází, programování desktopových aplikací, mikrořadičů, programování FPGA čipů, číslicovou a analogovou technologii, windows servery a CISO IOS, GNU/Linux. Dále je zde vyučováno: technické kreslení a 3D tisk, pneumatika, návrh a tvorba plošných spojů, pájení mikro a tansformátorovou páječkou, slaboproudové měření a aplikace měřících karet myDAQ.
Počítačové jazyky jež se student za dobu studia naučí:
- C/C++,
- VHDL,
- C++/CLI,
- MySQL,
- HTML,
- CSS,
- JavaScript,
- PHP,
- Bash.

Hlavními předměty jsou zde:
- výpočetní technika,
- elektronika,
- matematika,
- číslicová technika,
- databáze,
- webová aplikace,
- počítačové síťe.

## Historie
Budova na Makarenkově ulici, číslo popisné 513, byla zkolaudována v roce 1961. Od té doby se v ní vystřídalo několik škol různých stupňů. Krátkou dobu zde byla základní škola, pak Střední průmyslová škola hutnická, posléze Střední škola ekonomiky služeb a Střední pedagogická škola. Od roku 1985 sídlí v objektu Střední průmyslová škola elektrotechnická. 